# Лайзане, Лия
Лия Лайзане (латыш. Lija Laizāne, род. 6 июля 1993, Рига) — латвийская шоссейная велогонщица.

## Карьера
В 2010 году выступила на Летних юношеских Олимпийских играх в Сингапуре.
Многократная чемпионка Латвии в групповой и индивидуальной гонках. Участница нескольких чемпионатов мира и Европы. Принимала участие на Джиро Роза, женской версии Джиро д’Италия.

## Достижения
2010
3-й на Чемпионат Латвии — индивидуальная гонка
2011
 Чемпион Латвии — индивидуальная гонка
2012
2-й на Чемпионат Латвии — индивидуальная гонка
2014
3-й на Чемпионат Латвии — индивидуальная гонка
2015
 Чемпион Латвии — групповая гонка
 Чемпион Латвии — индивидуальная гонка
2016
 Чемпион Латвии — групповая гонка
 Чемпион Латвии — индивидуальная гонка
2017
 Чемпион Латвии — групповая гонка
 Чемпион Латвии — индивидуальная гонка
2018
 Чемпион Латвии — групповая гонка
 Чемпион Латвии — индивидуальная гонка
2019
 Чемпион Латвии — групповая гонка
2-й на Чемпионат Латвии — индивидуальная гонка

## Рейтинги
| Год                 | 2012  | 2013 | 2014  | 2015  | 2016  | 2017  | 2018  | 2019  | 2020 | 2021  | 2022  | 2023  |
| ------------------- | ----- | ---- | ----- | ----- | ----- | ----- | ----- | ----- | ---- | ----- | ----- | ----- |
| Мировой рейтинг UCI | 436-й | -    | 189-й | 231-й | 244-й | 219-й | 302-й | 316-й | -    | 217-й | 283-й | 605-й |
|                     |       |      |       |       |       |       |       |       |      |       |       |       |
| Источник: UCI       |       |      |       |       |       |       |       |       |      |       |       |       |